# Теріса Ендрюс
Теріса Ендрюс (англ. Theresa Andrews, 25 серпня 1962) — американська плавчиня.
Олімпійська чемпіонка 1984 року.